# Phyllachora
Філлахора (Phyllachora) — рід грибів родини Phyllachoraceae. Назва вперше опублікована 1870 року.

## Опис
В роді близько 200 видів. З них широко відома злакова філлахора (P. graminis), що паразитує на злаках. Цей гриб утворює на листках багатьох злаків дрібні, злегка блискучі рогові плями. Він зустрічається переважно на пирію, просі, осоці тощо Зазвичай все листя ураженої рослини бувають покриті плямами, які є стромами різноманітної величини і форми. Строми складаються з численних, дуже тонких гіф, що йдуть між клітинами листової паренхіми. Судинні пучки при цьому залишаються недоторканими. Гіфи заповнюють всередині і клітини епідермісу, утворюючи міцний покривний шар.

## Гелерея

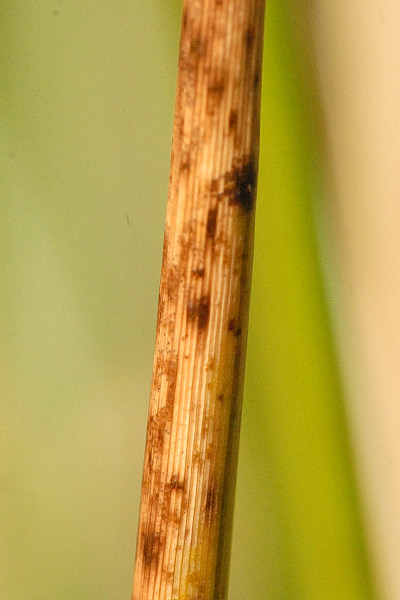
Phyllachora junci